# Margherita di Romania
Margherita di Romania (Losanna, 26 marzo 1949) è il capo della casa reale di Romania dal 2017.
È la prima figlia del re Michele I e di Anna di Borbone-Parma.

## Biografia

### Istruzione e carriera
La principessa Margherita è nata a Losanna nel 1949, dove i suoi genitori vivevano in esilio. Tra i suoi padrini di battesimo ci fu Filippo di Edimburgo.
Nel 1956 iniziò la scuola in Italia, dove visse con la nonna Elena per sei mesi. Fino ai 10 anni studiò in Svizzera e, tredicenne, completò gli studi in collegio a Old Basing, nell'Hampshire, dove scelse di studiare il pianoforte. A 18 anni ottenne il diploma di maturità francese al Lycée Français di Ginevra e tornò per un anno a vivere con la nonna a Firenze.

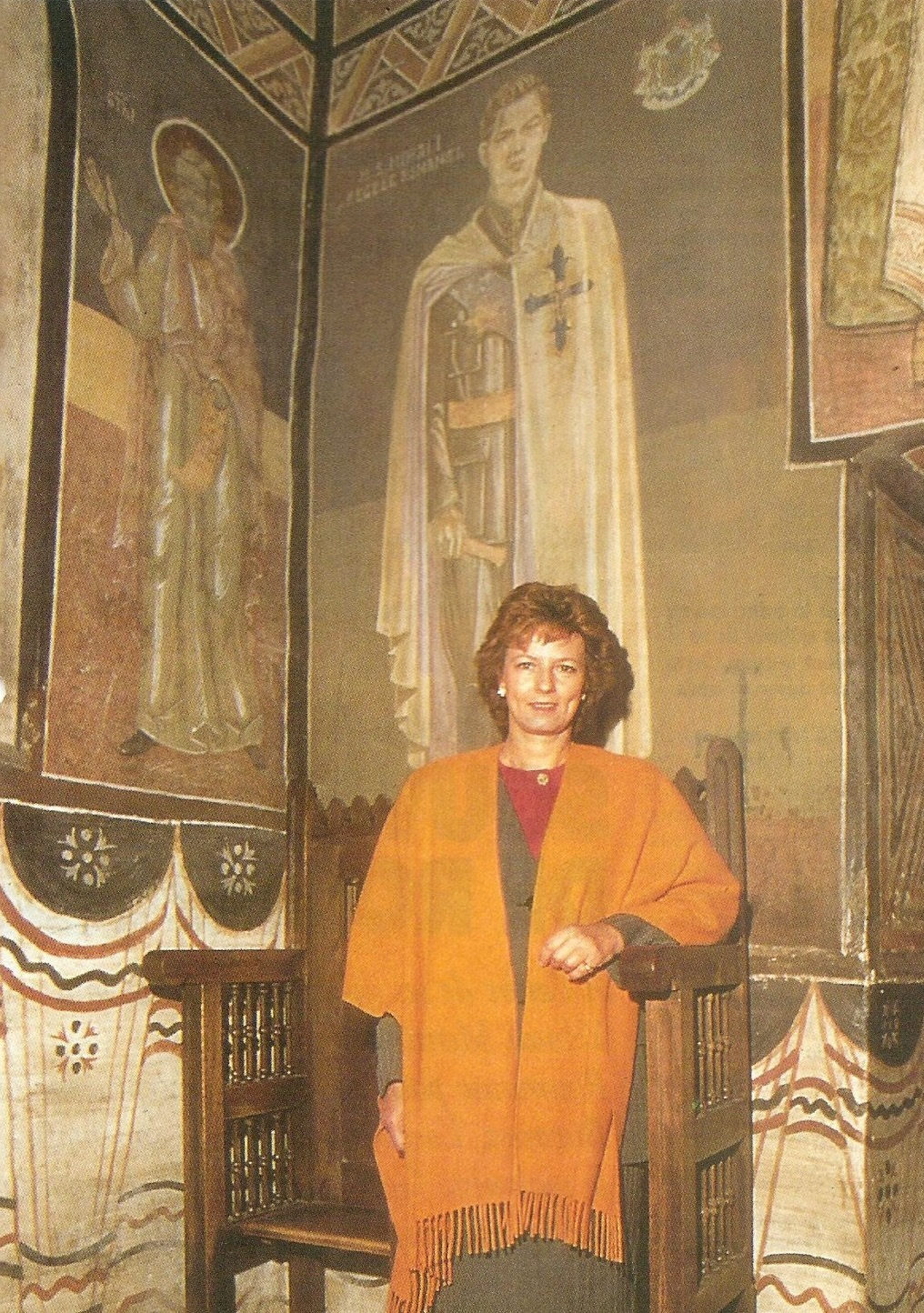
Margherita fotografa nel monastero di Sâmbăta de Sus, nel settembre 1993

Intendeva studiare belle arti, ma con la vicinanza alla regina Elena le sue aspirazioni cambiarono e decise di frequentare l'università. Entrò all'Università di Edimburgo, dove si laureò in Sociologia, Scienze Politiche e Diritto Pubblico Internazionale nel 1974. Durante gli studi fece parte del Consiglio dei Rappresentanti degli Studenti e intrecciò una relazione con Gordon Brown, futuro primo ministro britannico.
Si specializzò in politica medica e sanitaria pubblica lavorando in alcune università britanniche. Nel 1977 entrò alle Nazioni Unite, per lavorare allo sviluppo di programmi di prevenzione sanitaria. Nel 1983 si stabilì a Roma per entrare alla FAO e dal 1986 fu impiegata al Fondo internazionale per lo sviluppo agricolo. Nell'agosto 1989 si dimise, esprimendo la volontà di affiancare il padre nelle sue attività.

### Attività in Romania

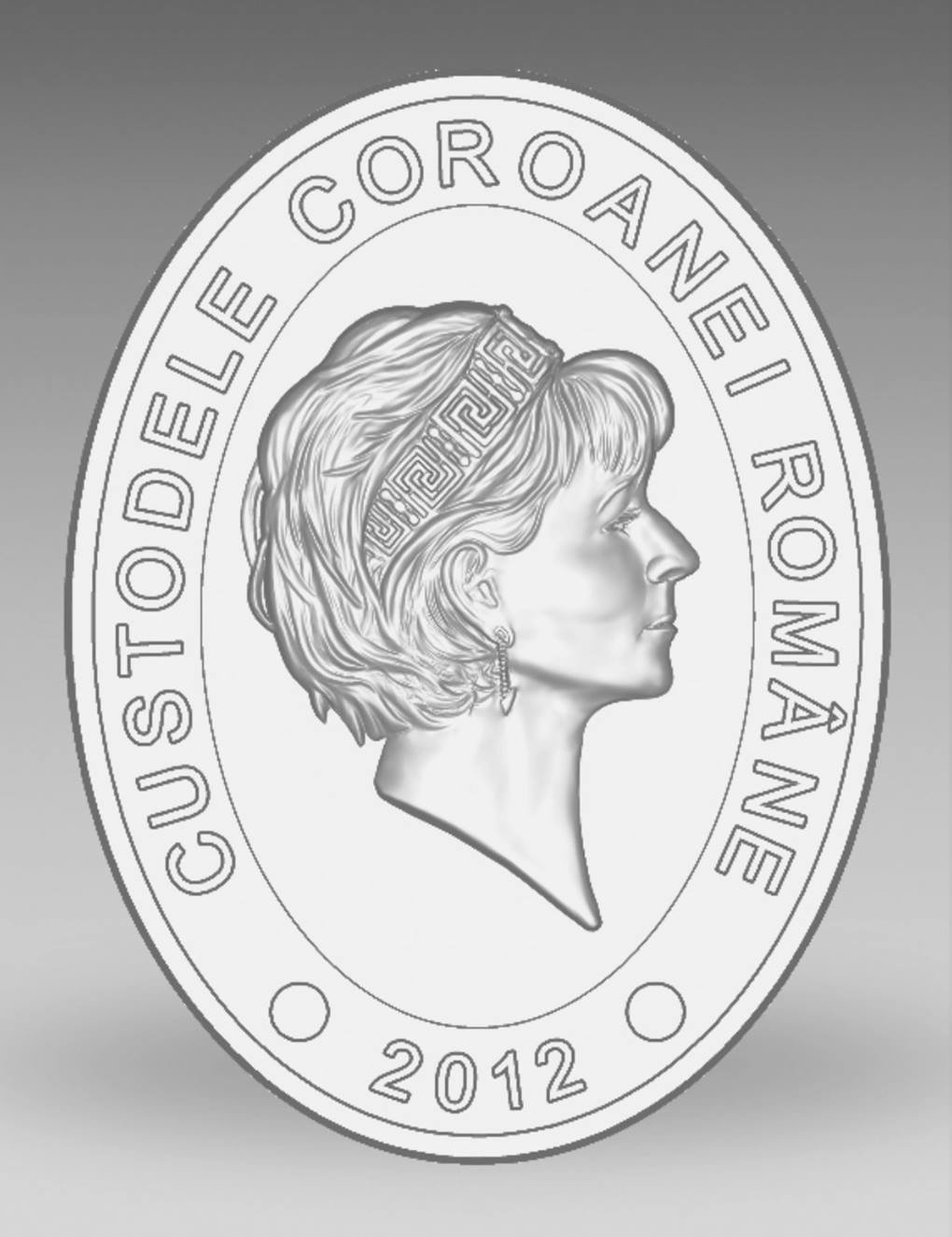
Medaglia con il profilo di Margherita

Nel dicembre 1989 il regime comunista di Nicolae Ceaușescu crollò con gli eventi della rivoluzione romena. Il 18 gennaio 1990 Margherita e la sorella Sofia si recarono a Bucarest, diventando i primi membri della famiglia reale a entrare nel paese sin dall'abolizione della monarchia del 1947. Il 9 agosto dello stesso anno istituì con suo padre la Fondazione Reale Margherita di Romania a Versoix, assumendovi la carica di presidentessa. Il 23 aprile 1991 fu aperta la filiale rumena della fondazione, che è attiva nello sviluppo della società del paese.
Il 30 dicembre 1997 fu nominata erede di suo padre, che promulgò le Leggi Fondamentali della Famiglia Reale. Con tale provvedimento abolì la legge salica dalla linea di successione al trono, esprimendo la volontà di vedere adottata la primogenitura assoluta qualora la monarchia in Romania venisse mai restaurata. Esattamente dieci anni dopo, Michele I la nominò "Custode della Corona Rumena", titolo che prevale su quello di "principessa ereditaria". Dalla stessa data assunse la maggior parte degli impegni di suo padre, per ereditarli completamente il 1⁰ marzo 2016, quando l'ex re si ritirò a vita privata.

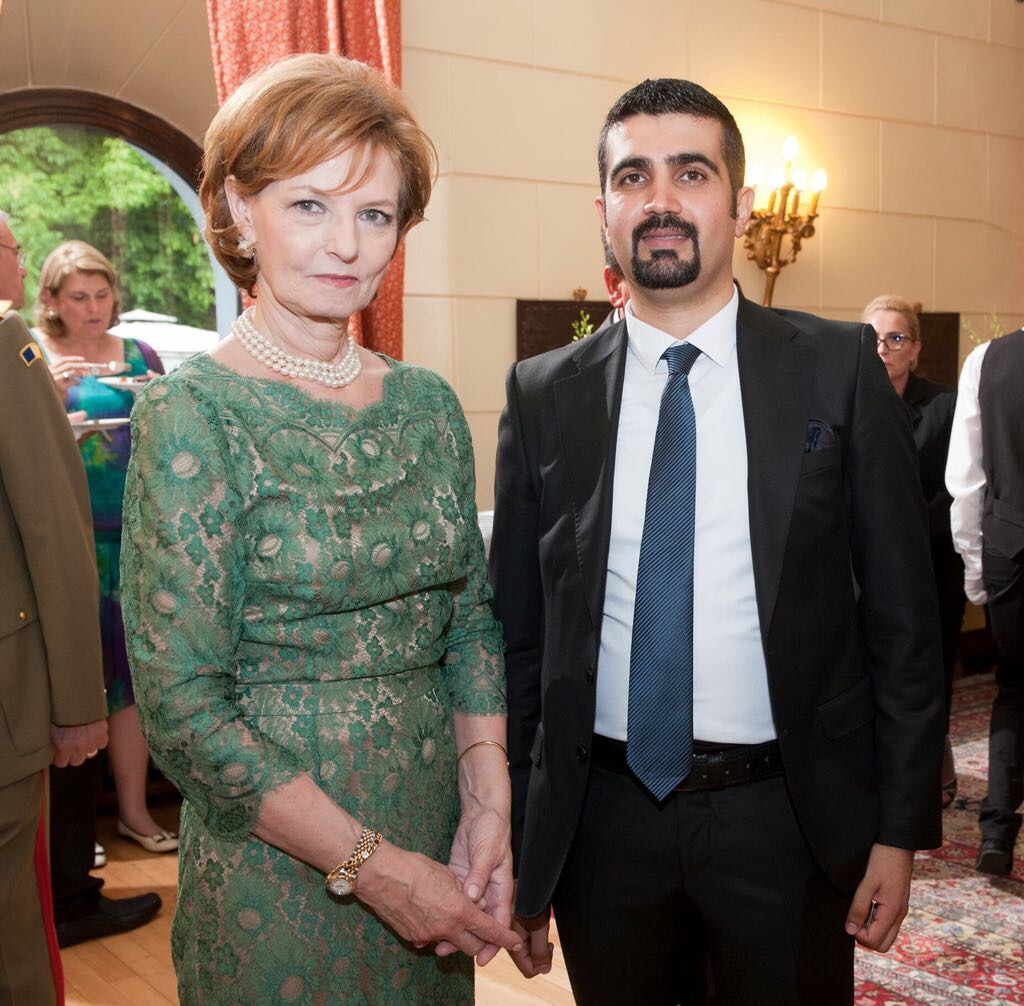
Margherita con il chirurgo plastico turco Hazim Elayan nel 2016

Il 15 maggio 2015 a Brașov l'Assemblea Generale della Croce Rossa Rumena la elesse presidentessa dell'organizzazione. Il 5 dicembre 2017 è salita alla guida della dinastia reale rumena in seguito alla morte di suo padre. Mantiene il titolo di Custode della Corona, con il trattamento di Maestà. Nel giugno 2019 venne rieletta all'unanimità per un secondo mandato nella Croce Rossa.
È stata nominata "donna più influente della Romania" per cinque volte (2014, 2016, 2017, 2018, 2019) dalla sezione rumena di Forbes. Nel 2022 ha ricevuto il Romanian Forbes Woman Award.

### Matrimonio

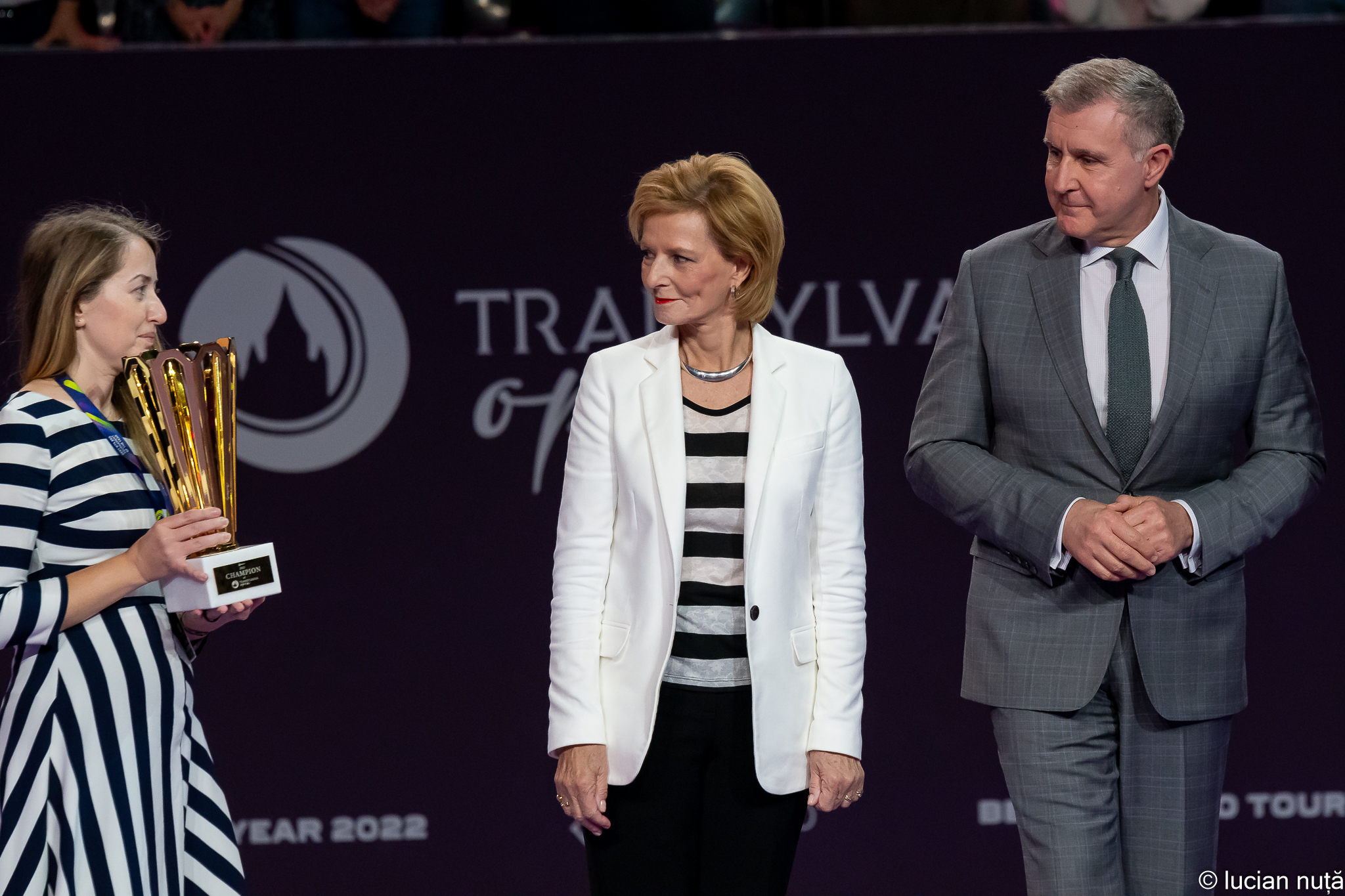
La coppia al Transylvania Open 2023

Nel 1994, in visita a un orfanotrofio, incontrò Radu Duda (1960), direttore di un progetto di arteterapia con gli orfani sostenuto dalla fondazione di Margherita.
Si sposarono con rito civile il 24 luglio 1996 nel municipio di Versoix e cerimonia religiosa il 21 settembre a Losanna. Dal maggio 2001 risiedono nel Palazzo di Elisabetta.

## Titoli e trattamento

Monogramma di Margherita

- 26 marzo 1949 - 30 dicembre 2007: Sua Altezza Reale, la principessa Margherita di Romania, principessa di Hohenzollern
- 30 dicembre 2007 - 10 maggio 2011: Sua Altezza Reale, la principessa ereditaria di Romania, Custode della Corona Rumena, principessa di Hohenzollern
- 10 maggio 2011 - 5 dicembre 2017: Sua Altezza Reale, la principessa ereditaria di Romania, Custode della Corona Rumena
- 5 dicembre 2017 - attuale: Sua Maestà, la Custode della Corona Rumena

## Ascendenza
|                         |                    |                             | Genitori                                  |  |  | Nonni |  |  | Bisnonni                |  |  | Trisnonni                            |  |
|                         |                    |                             |                                           |  |  |       |  |  | Ferdinando I di Romania |  |  | Leopoldo di Hohenzollern-Sigmaringen |  |
|                         |                    |                             |                                           |  |  |       |  |  | Ferdinando I di Romania |  |  | Leopoldo di Hohenzollern-Sigmaringen |  |
|                         |                    | Antonia di Portogallo       |                                           |  |  |       |  |  | Ferdinando I di Romania |  |  |                                      |  |
| Carlo II di Romania     |                    |                             |                                           |  |  |       |  |  | Ferdinando I di Romania |  |  |                                      |  |
|                         |                    | Maria di Edimburgo          | Alfredo di Sassonia-Coburgo-Gotha         |  |  |       |  |  |                         |  |  |                                      |  |
|                         |                    | Maria di Edimburgo          | Alfredo di Sassonia-Coburgo-Gotha         |  |  |       |  |  |                         |  |  |                                      |  |
|                         |                    | Maria di Edimburgo          | Maria Aleksandrovna di Russia             |  |  |       |  |  |                         |  |  |                                      |  |
| Michele I di Romania    |                    | Maria di Edimburgo          |                                           |  |  |       |  |  |                         |  |  |                                      |  |
|                         |                    | Costantino I di Grecia      | Giorgio I di Grecia                       |  |  |       |  |  |                         |  |  |                                      |  |
|                         |                    | Costantino I di Grecia      | Giorgio I di Grecia                       |  |  |       |  |  |                         |  |  |                                      |  |
|                         |                    | Costantino I di Grecia      | Olga Konstantinovna di Russia             |  |  |       |  |  |                         |  |  |                                      |  |
| Elena di Grecia         |                    | Costantino I di Grecia      |                                           |  |  |       |  |  |                         |  |  |                                      |  |
|                         |                    | Sofia di Prussia            | Federico III di Germania                  |  |  |       |  |  |                         |  |  |                                      |  |
|                         |                    | Sofia di Prussia            | Federico III di Germania                  |  |  |       |  |  |                         |  |  |                                      |  |
|                         |                    | Sofia di Prussia            | Vittoria di Gran Bretagna                 |  |  |       |  |  |                         |  |  |                                      |  |
| Margherita di Romania   |                    | Sofia di Prussia            |                                           |  |  |       |  |  |                         |  |  |                                      |  |
|                         | Roberto I di Parma | Carlo III di Parma          |                                           |  |  |       |  |  |                         |  |  |                                      |  |
|                         | Roberto I di Parma | Carlo III di Parma          |                                           |  |  |       |  |  |                         |  |  |                                      |  |
|                         | Roberto I di Parma | Luisa Maria di Francia      |                                           |  |  |       |  |  |                         |  |  |                                      |  |
| Renato di Borbone-Parma | Roberto I di Parma |                             |                                           |  |  |       |  |  |                         |  |  |                                      |  |
|                         |                    | Maria Antonia di Portogallo | Michele di Portogallo                     |  |  |       |  |  |                         |  |  |                                      |  |
|                         |                    | Maria Antonia di Portogallo | Michele di Portogallo                     |  |  |       |  |  |                         |  |  |                                      |  |
|                         |                    | Maria Antonia di Portogallo | Adelaide di Löwenstein-Wertheim-Rosenberg |  |  |       |  |  |                         |  |  |                                      |  |
| Anna di Borbone-Parma   |                    | Maria Antonia di Portogallo |                                           |  |  |       |  |  |                         |  |  |                                      |  |
|                         |                    | Valdemaro di Danimarca      | Cristiano IX di Danimarca                 |  |  |       |  |  |                         |  |  |                                      |  |
|                         |                    | Valdemaro di Danimarca      | Cristiano IX di Danimarca                 |  |  |       |  |  |                         |  |  |                                      |  |
|                         |                    | Valdemaro di Danimarca      | Luisa d'Assia-Kassel                      |  |  |       |  |  |                         |  |  |                                      |  |
| Margherita di Danimarca |                    | Valdemaro di Danimarca      |                                           |  |  |       |  |  |                         |  |  |                                      |  |
|                         |                    | Maria d'Orléans             | Roberto d'Orléans                         |  |  |       |  |  |                         |  |  |                                      |  |
|                         |                    | Maria d'Orléans             | Roberto d'Orléans                         |  |  |       |  |  |                         |  |  |                                      |  |
|                         |                    | Maria d'Orléans             | Francesca Maria d'Orléans                 |  |  |       |  |  |                         |  |  |                                      |  |
|                         |                    | Maria d'Orléans             |                                           |  |  |       |  |  |                         |  |  |                                      |  |